# La Ruïra (Llagostera)
La Ruïra és una muntanya de 456 metres que es troba al municipi de Llagostera, a la comarca del Gironès.